# Államok vezetőinek listája 12-ben
Ezen az oldalon az i. sz. 12-ben fennálló államok vezetőinek névsora olvasható földrészek, majd országok szerinti bontásban. 

## Európa
- Boszporoszi Királyság
  - Király: Aszpurgosz (i. e. 8–38)

- Britannia
  - Catuvellaunusok
    - Király: Cunobelinus (9–40)

  - Atrebasok
    - Király: Eppilus (7–15)

- Dák Királyság
  - Király: Comosicus (i. e. 9-30)

- Markomannok
  - Király: Maroboduus (i. e. 9–18)

- Odrüsz Királyság
  - Király: I. Rhoimetalkész (i. e. 31–12)
  - Király: II. Rheszkuphorisz (12–19)

- Római Birodalom
  - Császár: Augustus (i. e. 27–14)
    - Consul: Caius Iulius Caesar Germanicus
    - Consul: Caius Fonteius Capito
    - Consul suffectus: Caius Visellius Varro

  - Germania Magna provincia
    - Legatus: Tiberius Iulius Caesar (9–12)

  - Moesia provincia
    - Legatus: Caius Poppaeus Sabinus (10–35)

## Ázsia
- Anuradhapura
  - Király: Mahátátika Mahánákan (9-21)

- Armenia
  - Király: Király V. Tigranész (6-12)
  - Királyné: Erato (6-12)
  - Király Vonónész (12-16)

- Atropaténé
  - Király: Artabanosz (6-12)
  - Király: Vonónész (12-51)

- Elümaisz
- Király: VII. Kamnaszkirész (1-15)

- Harakéné
  - Király: I. Abinergaosz (10/11 — 22/23))

- Hsziungnuk
  - Sanjü: Vucsuliu (i. e. 8-13)

- Ibériai Királyság
  - Király: I. Pharaszmanész (1–58)

- India
  - Indo-szkíta Királyság
    - Király: Vidzsajamitra (i. e. 12–15)

  - Szátaváhana-dinasztia
    - Király: Aristakarna (i. e. 6–20)

- Japán
  - Császár: Szuinin (i. e. 29–70)

- Kappadókia
  - Király: Arkhelaosz (i. e. 36–17)

- Kína (Han-dinasztia)
  - Császár: Vang Mang (9–23)

- Kommagéné
  - Király: III. Antiokhosz (i. e. 12–17)

- Korea
  - Pekcse
    - Király: Ondzso (i. e. 18–29)

  - Pujo
    - Király: Teszo (i. e. 7–22)

  - Kogurjo
    - Király: Juri (i. e. 19–18)

  - Silla
    - Király: Namhe (4–24)

- Kusán Birodalom
  - Király: Heraiosz (1–30)

- Nabateus Királyság
  - Király: IV. Aretasz Philopatrisz (i. e. 9–40)

- Oszroéné
  - Király: IV. Mánu (7-13)

- Pártus Birodalom
  - Nagykirály: I. Vonónész (6–12)
  - Nagykirály: II. Artabanosz (12–38)

- Pontoszi Királyság
  - Királynő: Püthodórisz (i. e. 8–23)

- Római Birodalom
  - Iudaea provincia
  - Praefectus: Marcus Ambibulus (9–12)
  - Praefectus: Annius Rufus (12–15)
  - Galilea és Perea tetrarkhésze: Heródes Antipász (i. e. 4–39)
  - Batanaea tetrarkhésze: Heródes Boethus (i. e. 4–34)
  - Ituraea és Trachonitis tetrarkhésze: Heródes Philipposz (i. e. 4–34)
  - A szanhedrin vezetője: I. Gamáliel (9–50)
  - Főpap: Anániás ben Sét (6-15)
  - Syria provincia
    - Praefectus: Publius Sulpicius Quirinius (6-12)
    - Praefectus: Quintus Caecilius Metellus Creticus Silanus (12–17)

## Afrika
- Mauretániai Királyság
  - Király: II. Juba (i. e. 25–23)

- Kusita Királyság
  - Király: Amanikhabale
  - Király: Natakamani

- Római Birodalom
  - Aegyptus provincia
    - Praefectus: "Pedo" (11–12)
    - Praefectus: Marcus Magius Maximus (12–14)

## Fordítás
Ez a szócikk részben vagy egészben  a   Liste der Staatsoberhäupter 12 című német Wikipédia-szócikk ezen változatának fordításán alapul.  Az eredeti cikk szerkesztőit annak laptörténete sorolja fel. Ez a jelzés csupán a megfogalmazás eredetét és a szerzői jogokat jelzi, nem szolgál a cikkben szereplő információk forrásmegjelöléseként.